# 有机太阳能电池
有机太阳能电池是成分全部或部分为有机物的太阳能电池，他们使用了导电聚合物或小分子用于光的吸收和电荷转移。有机物的大量制备、相对价格低廉，柔软等性质使其在光伏应用方面很有前途。通过改变聚合物等分子的长度和官能团可以改变有机分子的能隙，有机物的摩尔消光系数很高，使得少量的有机物就可以吸收大量的光。相对于无机太阳能电池，有机太阳能电池的主要缺点是较低的能量转换效率，稳定性差和强度低。

## 有机太阳能电池的材料

一些太阳能电池的材料的结构式

太阳能电池是一个特别的半导体二极管，它可能将可见光能转化为直流电，一些太阳能电池可能转化红外和紫外光的能量为直流电。通常用于有机光伏电池的材料都是有大量共轭键的，共轭键是由交替碳-碳单键和双键组成的，共轭键的电子的简并轨道是离域的，形成了离域成键轨道π轨道和反键轨道π*。离域π键是最高占据轨道(HOMO)，反键轨道π*是最低未占据轨道(LUMO)。HOMO和LUMO的能级差被认为是有机电子材料的带隙，带隙一般在1-4 eV。
当这些材料吸收了一个光子，就形成了激发态，并被局限在一个分子或一条聚合物的链，激发态可以被看作是在静电力作用结合的一个电子和空穴，也就是激发子，简称激子。在光伏电池中，激子在不同物质的异质结形成的有效场中成为自由的电子空穴对，有效场使电子从吸光体（也就是电子给体）的导带降到受体分子的导带上从而破坏了激子，因此电子受体材料的导带边界，也就是它的LUMO必须低于吸光体材料。

有聚合物：聚合物，聚合物：富勒烯
，聚合物：纳米管等。

## 分类

### 单层太阳能电池

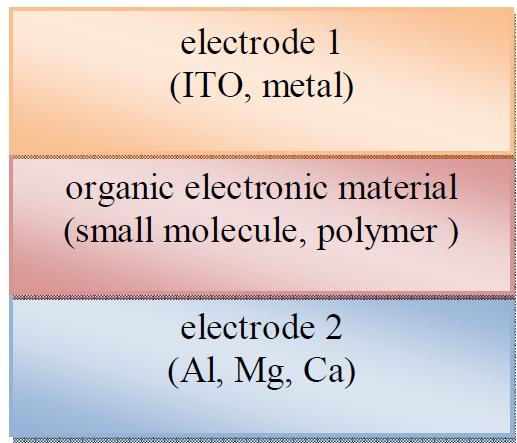
单层太阳能电池示意图

单层有机太阳能电池是有机太阳能电池中最简单的形式，两个金属导电层夹着有机电子材料层，例如高功函的氧化铟锡(ITO)和低功函的铝、镁和钙。
两个导电层的功函差在有机层的两端建立了一个电场。当有机层吸收小光子后，电子会被激发到LUMO上，空穴留在HOMO上形成激子，而电极上不同的功函造成的电势有利于激子的分离，将电子拉到正极，空穴拉到负极，这个过程中形成的电压和电流就可以被利用。电场并不是最好的使激子分离的方法，异质结电池中使用有效场来使激子分离的效率更高。

#### 实例
早些年酞菁材料用于太阳能电池被大量的研究。早在1958年，Kearns等人就报道了镁酞菁(MgPh)光伏器件可以产生200mV的电压，Ghosh等人研究了Al/MgPh/Ag光伏电池，在690 nm的辐照强度下得到他们制备的器件的光电转换效率为0.01%。共轭聚合物也被用于此类电池。Weinberger等人使用聚乙炔作为有机层，铝和石墨作为电极构建了光电器件，它的开路电压有0.3V，电荷收集效率为0.3%。Glenis等人报道了Al/poly(3-nethyl-thiophene)/Pt电池的制备与表征，它的外量子效率为0.17%，开路电压为0.4V，填充因子为0.3。Karg等人了构建了ITO/PPV/Al电子，该器件在白光光源的山开旷望旋平陆辐照下的开路电压为1V，能量转换效率为0.1%。

#### 问题
实际上，单层有机太阳能电池工作得很差，因为他们的量子效率很低不到1%，而能量转化效率不到0.1%，主要原因之下是两个电极间的电场很少足以使激子分离，电子更多的是与空穴复合而不是到达电极。为了解决这个问题，发展了多层有机太阳能电池。

### 双层太阳能电池

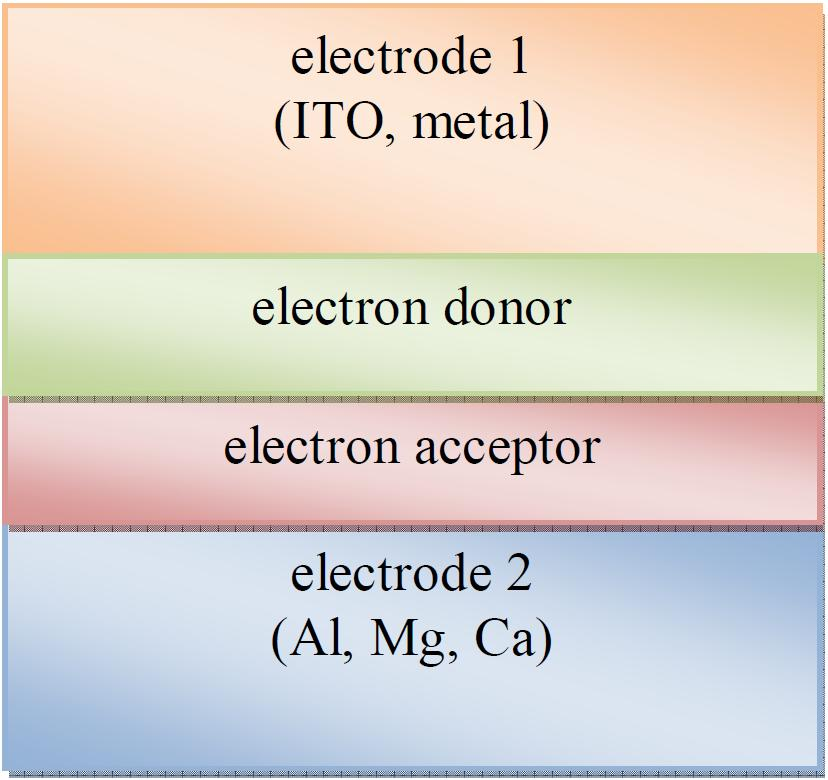
多层太阳能电池示意图

这类电池在电极间有两层不同的物质，这两种物质在电子亲和性、电离能方面有差异，因此静电力在两层间的界面产生。这两层所用的材料要尽可能使这两种差异更大，从而使得局部电场大到足以使激子分离，比单层太阳能电池更有效。两种材料中拥有较高电子亲和性和电离能的是电子受体，另外一个是电子给体。这种结构也叫做平面给受异质结。

#### 实例
富勒烯拥有很高的电子亲和性，因此它在这种有机太阳能电池中是一个很好电子受体材料.Sariciftcit等人构建了C60/MEH-PPV双层太阳能电池，在单色光在辐照下器件的填充因子达到了48%，转化效率为0.045。Halls等人报道了PPV/C60类电池，它的外量子效率为9%，器件效率达到1%，填充因子为48%。苝的衍生物也是一类具有高电子亲和性和化学稳定性的有机分子。邓青云等人将酞菁铜作为电子给体，四羧酸苝的衍生物作为电子受体构建了电池，该器件在AM2辐照下的器件表现的填充因子高达65%,效率为1%。Halls等人构建了以二苯胺苝衍生物为电子受体盖在以PPV为电子给体上，在单色光辐照下它的最大量子效率为6%，效率为1%，填充因子达到60%。

#### 问题
激子在有机材料中的扩散距离通常是10 nm。为了让尽可能多的激子扩散到两层的界面从而使得激子分离，层的厚度需要与激子扩散距离相同，然而，一个聚合物膜需要100 nm以上来吸收足够的光。对于这样的一个厚度，只有少量的激子能够到达异质结的界面。为了解决这个问题，一类新的异质结有机太阳能电池被设计出来，即分散异质结太阳能电池，也称本体异质结太阳能电池。

### 本體异质结太阳能电池

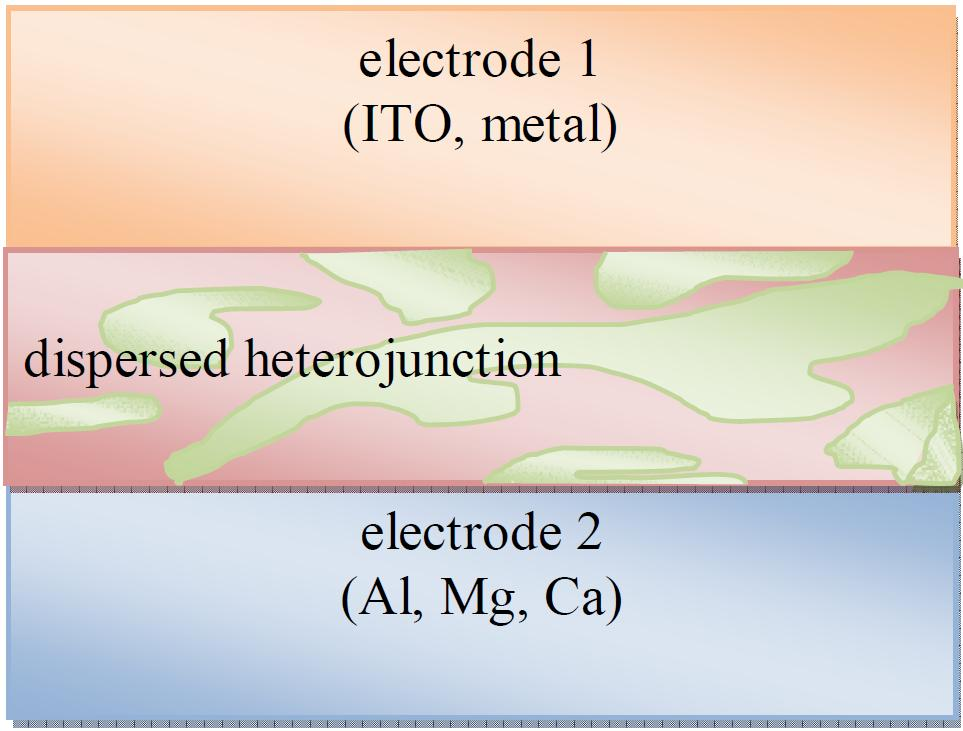
本体异质结太阳能电池示意图

在本体异质结太阳能电池中，电子给体与受体共混到一起形成膜。每块给体或受体的长度与激子扩散距离一致，给体或受体中产生的大部分激子可以到达两个物质的界面，并得到有效的分离。电子迁移到受体区域后逐渐到达电极并被收集，空穴被拉到相反的方向，并被另一个电极所收集。

#### 实例
C60和它的衍生物也可以被用作电子受体在这种分散异质结光伏电池中。俞刚等人构建了MEH-PPV和[[PC61BM]]分别为电子给体和受体，ITO和Ca为电极的异质结电池，在单色光的辐照下它的量子效率达到29%，能量转化效率达到2.9%；后来他们用P3OT取代了MEH-PPV作电子给体，得到了在10V反向偏压下量子效率高达45%的器件。
也有用聚合物/聚合物共混层做此类电池的。Hall等人使用CN-PPV和MEH-PPV作为活性层，Al和ITO作为电极构建了上述电池，它的单色光能量转化效率的峰值达到1%，填充因子达到38%。迄今最高的本体异质结太阳能电池的效率为 8.3%。
染料敏化太阳能电池也可以被看作此类电池中的一种。

### 染料敏化太阳能电池
本体异质结太阳能电池: 8.3%。

## 问题与进展
有机材料的带隙很大是导致有机太阳能电池相对无机太阳能电池的问题有较低的量子效率（~3%）的主要原因。材料的氧化和还原所导致的不稳定性，重结晶和温度变化导致了器件的衰老，每个层面都对研究者提出了很大的挑战。其它重要因素还有激子扩散距离、电荷分离和电荷收集，而材料中的杂质对电荷传导和迁移率也有影响。

### 形貌影响

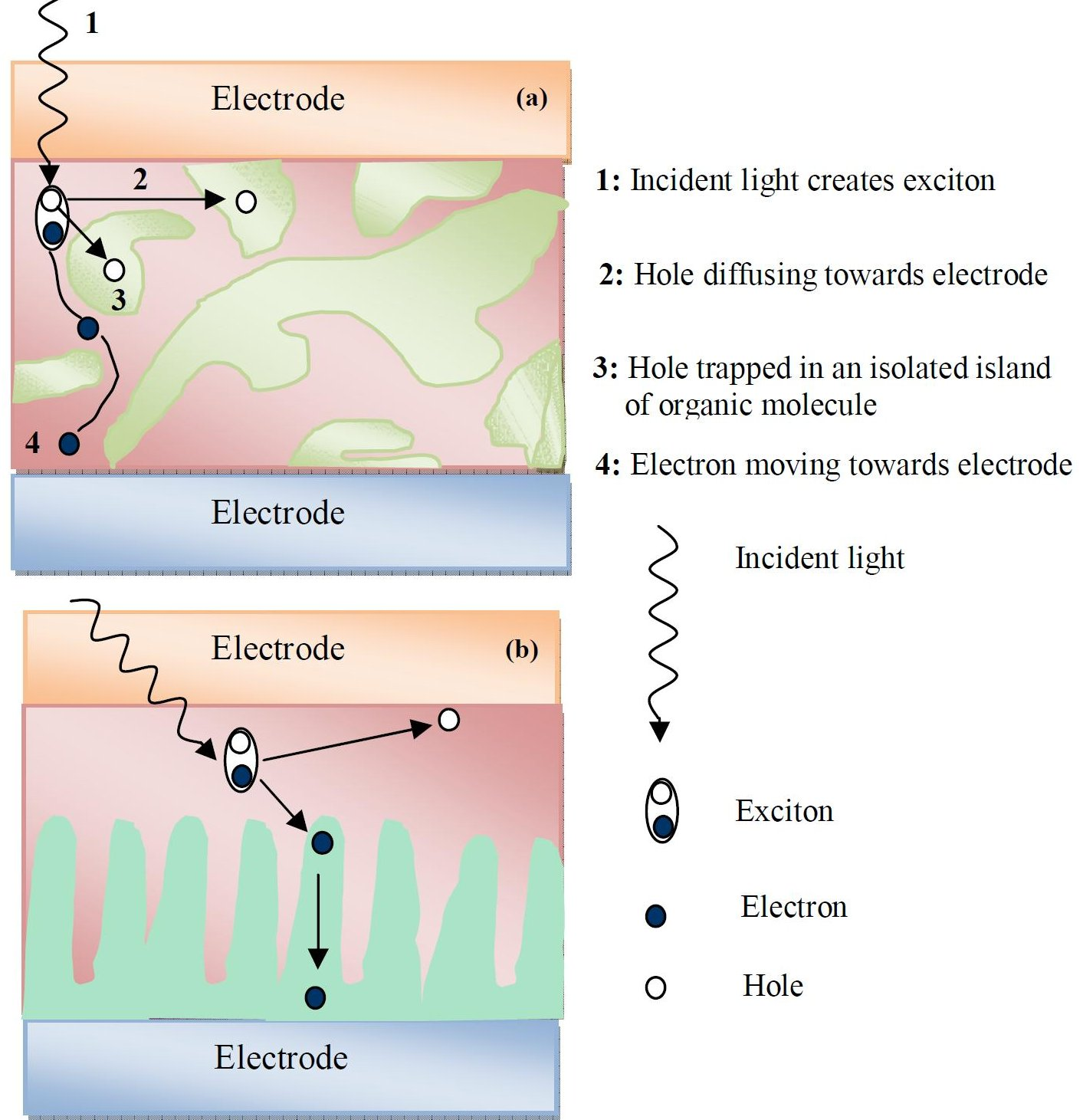
a: 高度折叠的异质结；b：控制生长形成的异质结

如前所述，将有机材料电子给受体分散后的本体异质结相对于平面异质结有较高的量子效率，因此分散后更有利于激子在扩散距离内找到界面。膜的形貌对于量子效率有重要影响。粗糙的表面和空白的存在会增加器件的串联电阻或使电池短路。蒸镀金属电极后退火可以一般可以显著改善提高膜的形貌和量子效率，盖在有机层上的金属电极可以阻止有机层形貌的弛豫，从而形成电子给受体系相分离贯穿且紧密堆积的膜。

### 异质结的控制生长
电荷分离发生在电子给受体的界面。当电子在迁移到电极的过程中，电荷可能会在无序的贯穿的有机材料中被陷阱和或重组，导致减小的器件效率。异质结的控制生长可以控制给受体材料的位置，从而导致相对平面和高度无序异质结电池更高的能量转化效率。为了更好地控制结构和膜的形貌调节合适的器件制作过程参数是非常有必要的。

### 生长技术的过程
大部分光伏器件的膜是通过旋转涂覆（旋涂）或蒸气相沉积的方法得到的，然后每个方法都有自己的缺点。旋涂可以在高速下制备更大的面积，但是所使用的溶剂会破坏已有的膜，另外一个相关问题是旋涂时会使整个基底都涂上同一个物质。

### 真空热蒸镀

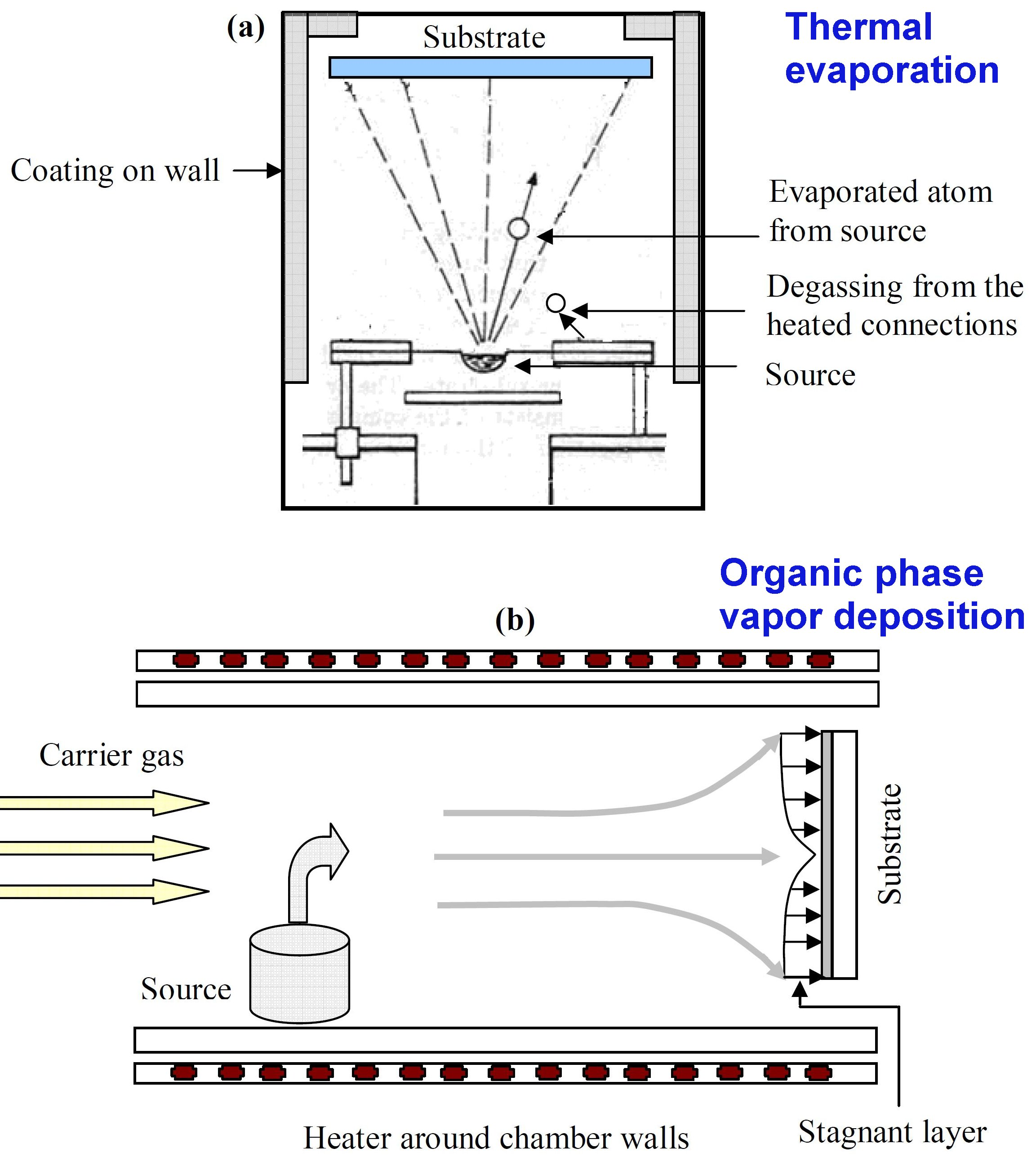
热蒸镀

另一个沉积的方法是通过在真空中加热有机物的真空热蒸镀（VTE）法。基底被放到距离蒸镀源几厘米的上方，使得有机物的蒸气可能会直接沉积到基底表面。这种方法是不需要各层之前的化学作用，对于沉积不同的层是很有用的。然而，通过这种方法在大面积的基底上得到的膜的厚度和均一性有时不好。另外，先沉积到蒸发炉内壁的物质可能污染之后的沉积。而且，这种直接沉积的技术可能会在因为遮挡而在膜上产生空白，从而提高了串联电阻和短路。

### 有机蒸气相沉积
用有机蒸气沉积的方法被证明比在真实中热蒸镀制备有机薄膜能更好地控制膜的结构和形貌，这是一个在惰性气流中蒸发有机物到基底的过程，通过改变气流的速度和源的温度来控制膜的形貌。减小气流的压强可以增加气流的速度和平均自由程从而减小边界厚度得到均一的膜。这样得到的器件也不会被蒸发炉中的其他物质所污染，因为蒸发炉内壁很热，有机分子无法附着在上面成膜。

## 扩展阅读
- Electronic Processes in Organic Crystals and Polymers, 2 ed.  by Martin Pope and Charles E. Swenberg, 牛津大学出版社(1999), ISBN 0195129636
- Organic Photovoltaics by Christoph Brabec, Vladimir Dyakonov, Jürgen Parisi and Niyazi Serdar Sariciftci (eds.), Springer Verlag (Berlin, 2003), ISBN 3-540-00405-X
- Organic Photovoltaics: Mechanisms, Materials, and Devices (Optical Engineering) by Sam-Shajing Sun and Niyazi Serdar Sariciftci (eds.), CRC Press (2005), ISBN 0-8247-5963-X
- Handbook of Organic Electronics and Photonics (3-Volume Set) by Hari Singh Nalwa, American Scientific Publishers. (2008), ISBN 1-58883-095-0
- Progress in Photovoltaics: Research and Applications, Volume 18, Issue 5, Solar Cell Efficiency Tables (version 36) （页面存档备份，存于）, Wiley 2010

## 参看
- 生物塑料
- 染料敏化太阳能电池（dye-sensitized solar cell）
- 高分子太阳能电池
- 光电化学电池
- 纳米晶体太阳能电池（英语：Nanocrystal solar cell）
- 印刷电子学（Printed electronics）